# Otto von Schrön
Otto von Schrön (* 7. September 1837 in Hof/Saale; † 13. Mai 1917 in Neapel) war ein deutscher Arzt und Epidemiologe.

## Leben
Schrön wurde 1837 als Sohn des Gerichtsarztes Ludwig Friedrich Schrön in Hof geboren. Nach dem Besuch des Gymnasiums in seiner Heimatstadt begann er an der  Friedrich-Alexander-Universität Erlangen Medizin zu studieren. 1856 wurde er im Corps Onoldia aktiv. Als Inaktiver wechselte er an die Ludwig-Maximilians-Universität München. Nach Ablegen der Doktorprüfung ging er nach Italien, zunächst an die Universität Turin und die Universität Pavia, bis er 1864 eine Professur für Pathologische Anatomie an der Universität Neapel erhielt. Für seine Verdienste bei der Bekämpfung der Cholera, des Typhus und anderer Infektionskrankheiten (Schrön war 1863 „Cholera-Kommissar“ in Neapel) wurde er 1869 zum Ehrenbürger der Stadt ernannt. 1883 erhielt er von Ludwig II. von Bayern den persönlichen Adelstitel und das Ritterkreuz des Verdienstordens der Bayerischen Krone. Weitere Auszeichnungen folgten. 1891/92 erschien sein Hauptwerk „Allgemeine und spezifische anatomische Pathologie“.
Verheiratet war Schrön seit dem 14. Oktober 1868 mit Luise Friederike Magdalena Johanna geb. Stolte (* 21. Dezember 1848). Aus der Ehe gingen zwei Töchter und drei Söhne hervor. Als tief musisch veranlagter Mann war Schrön mit Richard Wagner befreundet. Mit seiner Frau erlebte er die Uraufführung von Parsifal in Bayreuth.